# شقيب السلام

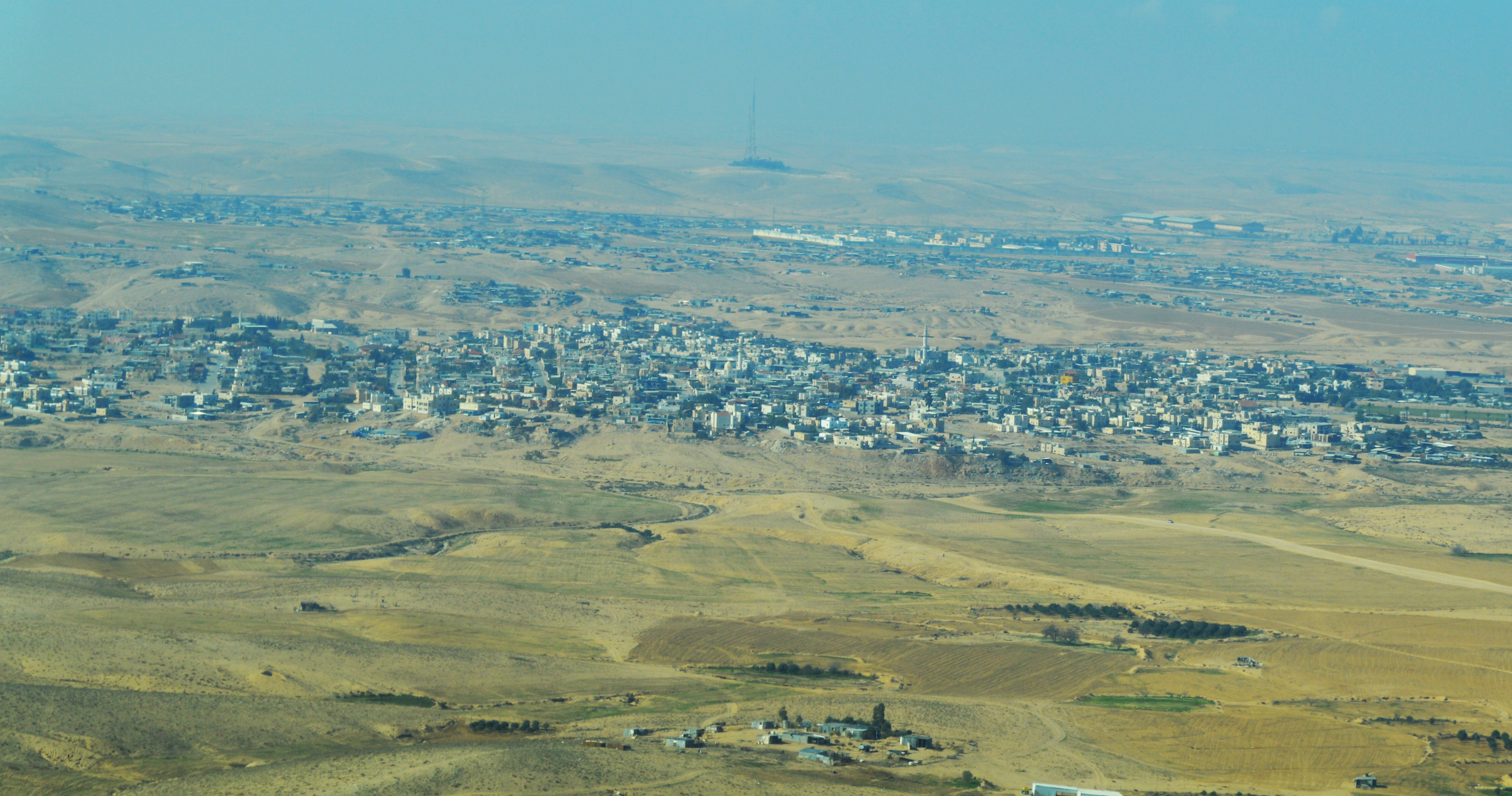
شقيب السلام

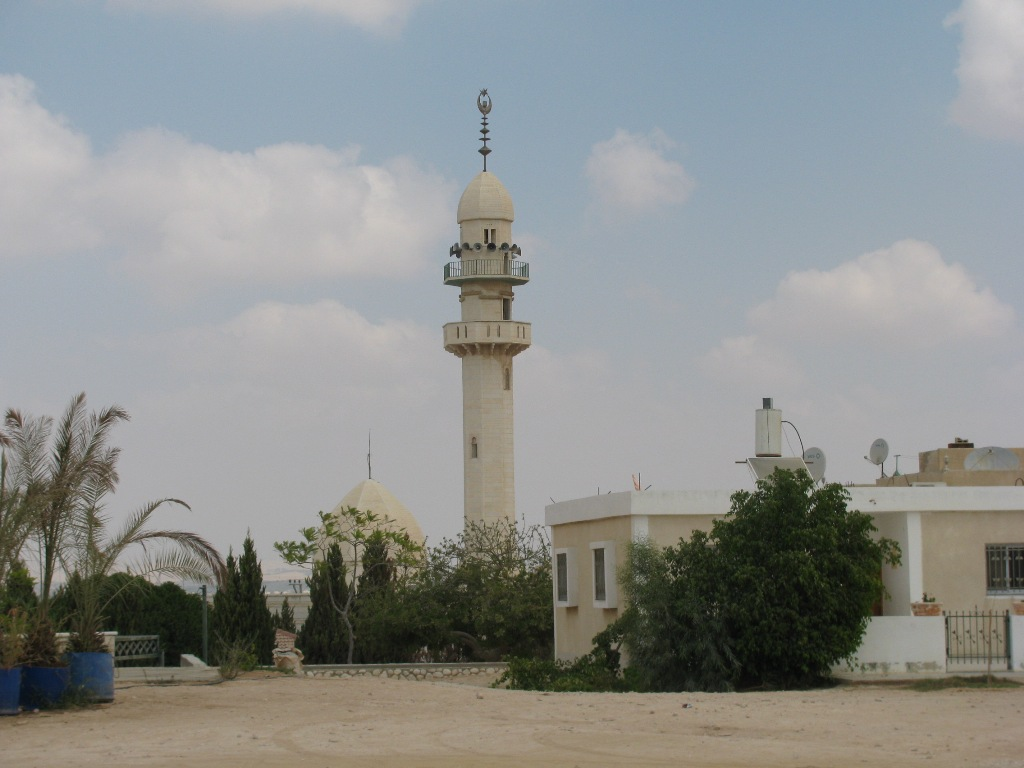
جامع في شقيب السلام (يسمى بالعبرية: سيغيف شالوم).

شقيب السلام (بالعبرية: שגב-שלום) بلدة بدوية تأسست سنة 1996. يبلغ عدد سكانها حوالي11.865 نسمة بحسب دائرة الإحصاء المركزية الإسرائيلية ومساحتها 13.52 كيلومتر. وتبعد عن مدينة بئر السبع حوالي خمسة كيلو مترات.
أنشأت القرية بدوية عام 1979 بالقرب من مدينة بئر السبع، ضمن خطة لإنشاء سبع قرى وهي: رهط، حورة، كسيفة. وتل السبع وشقيب السلام وعرعرة النقب واللقية. بغية توطين بدو النقب في مساكن ثابتة مقابل التخلي عن أراضيهم الصحراوية.
بحسب دائرة الاحصاء المركزية لعام 2021 بلغ عدد السكان 11,865 جميعهم من المسلمين، يبلغ عدد الرجال في القرية 5,978 والنساء 5,887، أمّا نسبة الخصوبة 4.72 أمّا الهجرة الايجابيّة 112.

## التسمية
يعود أصل التسمية لاتفاقية السلام مع مصر التي وُقِّعت سنة إقامتها، ومن التشابه اللفظي الصوتي للاسم العربي وادي شقيب. جُلّ سكّان البلدة من قبيلة  عرب العزازمة، لاحقًا سكن في البلدة أبناء قبائل أخرى من المنطقة.

## إدارة البلدة
أدار مجلس محلي رئيس مجلس يهودي تمّ تعيينه من وزارة الداخلية شؤون البلدة، ولم يُسمح للسكان باختيار ممثليهم من البلدة عام 1999. في البداية كانت البلدة تتبع مجلس مشاش حيث كانت تدار من موظفين تعينهم وزارة الداخلية الإسرائيلية. حاليا تجرى فيها انتخابات كل أربع سنوات من ضمن الانتخابات القطرية للمجالس المحلية العربية في إسرائيل ومن يفوز فيها يتسلم إدارة البلدة علما بان معدل الانتخابات فيها هو (81.6).

## مؤسسات
تخدم بلدة الشقيب سكانها بالإضافة للسكان المنتشرين في مناطق الخلاء وعلى ذلك يتواجد في البلدة مساجد كبيرة ودار استشفاء يومية ومركز جماهيري وثمانية مدارس منها خمسة مدارس ابتدائية وثلاثة مدارس ثانوية شاملة والتي فيها نسبة الطلاب الحاصلين على شهادة بجروت هي (51.8).وفيها ملعب كرة قدم بالإضافة لمنطقة صناعية التعليم في البلدة ويتلقى الأطفال التعليم من سن ثلاث سنوات وحتى سن الثانية عشرة تعليم أساسي ثم يكمل من يرغب في اكمال التعليم حتى الصف الثاني عشر.

## التعليم
تندرج البلدة العربية البدوية شقيب السلام في النقب ضمن البلدات الـ 34 التي شملها قانون التعليم المجاني. أمّا نسب تسرب التلاميذ من المدارس حتّى عام 2021 هو 3.53. أمّا نسبة مستحقّي البجروت حتّى عام 2021 فهي 51.8، وأمّا نسبة المنخرطين في التعليم الأكاديمي 1.4.
اعتمد قرار وزير التعليم بضم شقيب السلام إلى قائمة البلدات التي ستحظى بتعليم مجاني لأجيال 3-4 سنوات عام 1999، بسبب الوضع الاقتصادي القاسي في البلدة. خصصت ميزانية لإقامة حضانات للأطفال للطفولة المبكرة، بحيث بدأت بالعمل في مطلع أيلول من عام 1999، وقد صادقت على ذلك وزارة المالية. أمّا في تشرين الأول 1999 أغلق المجلس المحلي هذه الحضانات. بعد الاحتجاجات التي قام بها الأهالي التزم رئيس المجلس المحلي، الذي تمّ تعيينه بتصحيح الوضع وإعادة فتح الحضانات ولكن لم يُعد لفتح الحضانات. بعد مضي فترة قصيرة على تقديم الالتماس أصدرت المحكمة أمرًا احترازيا أمرت به وزارة التعليم بالرد على الالتماس خلال سبعة أيام. وفي أعقاب ذلك أعاد المجلس المحلي تم تعيينه فتح الحضانات في شقيب السلام مرة أخرى.

## العمل
تعدّ شقيب السلام من أفقر البلدات في إسرائيل، نسب البطالة فيها تعدّ الأعلى في القائمة في كل البلاد، تم إنشاء منطقة صناعية شمال البلدة، كما تم افتتاح مسلخ دواجن في البلدة في مطلع عام 2011، يعمل فيه العديد من السكان المنطقة وجوارها، كذلك في مناطق الصناعية الأخرى في منطقة نأوت حوفاف، حورة، رهط ومنطقة صناعية جديدة قيد الإنشاء - عيدان هنيغف (بالقرب من رهط ولاهفيم). في بداية عام 2012، وفي إطار خطة الحكومة الخمسية لتعزيز السكان البدو في النقب، تم افتتاح مركز التوجيه المهني في شقيب السلام، والذي نجح في إيجاد فرص عمل لمئات السكان. بحسب دائرة الاحصاء المركزية لعام 2021 فقد بلغ متوسّط الرّاتب الشهري للرجال 6,301 والنّساء 4,297 شيكل. تحتل شقيب السّلام على المؤشّر الاجتماعي الاقتصادي 1 من أصل 10.

## أعلام
- سعيد الخرومي
- عاطف أبو بلال